# Дудинське (Бокситогорський район)
Дудинське (рос. Дудинское)  — присілок Бокситогорського району Ленінградської області Росії. Входить до складу Анісімовського сільського поселення. Населення —  0 осіб (2007 рік).